# S.H.E
S.H.E — музичний попгурт з Тайваню. Його учасниці — Селіна Жень, Хебе Тянь та Елла Чень. Ім'я гурту — скорочення, побудоване за першими буквами імені кожної учасниці. Їхній перший альбом Girls Dorm був випущений у 2001 р. Загалом гурт записав 10 альбомів, проданих загальним тиражем 4.5 мільйона, встановивши рекорди з продажу квитків у кожному з 2 концертних турів. Виконавиці також знімалися у 7 серіалах, вели 2 музичні шоу та написали 10 пісень для саундтреків 6 серіалів. S.H.E рекламували більш ніж 30 компаній та продуктів, включаючи Coca-Cola та World of Warcraft. Завдяки великому успіху S.H.E інші лейбли Тайваню почали створювати власні жіночі гурти.

## Створення гурту
У 2000 році Жень, Тянь і Чень брали участь у пісенному конкурсі, і переможець, Жень, отримала контракт зі студією звукозапису. Тянь і Чень, які обидві пройшли у фінал, приєдналися до Жень і утворили S.H.E. Тріо часто виконує кавери на пісні інших виконавців та свої власні пісні. Гурт випускає альбоми під лейблом HIM International. Лейбл Avex Asia просував S.H.E у Гонконгу, але передав цю роль WOW Music у 2007 р. Просуванням у Сінгапурі та Китаї займається EMI Music China.

## Музична кар'єра

### 2001—2003: Пре-дебют та перші успіхи
Перед першим випуском пісень S.H.E лейбл HIM International поселив дівчат спільно у гуртожитку, щоб покращити відносини між ними. 11 вересня 2001 р. S.H.E випустили свій перший альбом, названий Girls Dorm (кит. 女生宿舍, «Гуртожиток для дівчат») на згадку про цей період. Хоча CD було продано солідним для дебюту гурту тиражем в 150.000 примірників, на першому виступі дівчата не потрапляли у ноти, створивши собі погану славу. Попри це, продажі Girls Dorm призвели до номінації альбому на премію «Найкращий дебют» на 13-й церемонії Golden Melody Awards, яка називається «китайською Grammy». 29 січня 2002 року було випущено другий альбом Youth Society, проданий тиражем більше 250 тисяч копій. З випуском цього альбому гурт змінив назву з «S.H.E. Girlfriends» на просто «S.H.E». Третій альбом «Genesis» був випущений 5 серпня 2002 року, приблизно через 6 місяців після Youth Society. На нього надійшло 20 000 попередніх замовлень, і всього було продано 180 тисяч копій. S.H.E пізніше підписали угоду з південнокорейською компанією-розробником онлайн-ігор N-age, яка згадувалась у відеокліпах гурту, а також проспонсувала перший значний концерт N-age Genesis у Тайнані, який зібрав понад 20 тисяч шанувальників. 23 січня 2003 року S.H.E випустили перший альбом-компіляцію Together.
П'ятий альбом S.H.E Super Star був підготовлений для випуску 6 серпня, але через хворобу Елли вийшов лише 22 серпня 2003 року. Однойменна пісня з цього альбому, перша поп-рокова пісня гурту, десять тижнів займала місця у першій четвірці чартів радіо YES 93.3 у Сінгапурі. На даний момент Together і Super Star разом було продано тиражем більше 580 тисяч копій: так, тільки на Тайвані було продано більше 250 тисяч копій Super Star.

### 2004—2005
2 червня S.H.E продовжує контракт з HIM International, термін якого спливав у жовтні 2005. 4 вересня 2004 року тріо розпочало свій перший великий тур The Fantasy Land. Тур розпочався в Тайбеї, де концерт зібрав 25 тисяч людей, і закінчився у Genting Highlands, Малайзія. Під час концерту на стадіоні Шанхаю тріо встановило рекорд відвідуваності. Усього на тур було продано квитків на 22,4 мільйона тайванських доларів. Випуск сьомого альбому, Encore, був відкладений до 12 листопада 2004 року, щоб дати можливість Селіні закінчити університет наприкінці листопада. Encore був проданий тиражем мільйон копій в Азії протягом тижня після виходу; загальна кількість продажів перевищила 2 мільйони. Перед виходом альбому преса вже називала S.H.E «жіночим гуртом номер один» (女子第一天團).
Гурт продовжував випускати альбоми кожні кілька місяців до кінця 2004 року. Після цього через щільний графік концертів пройшло більше року до виходу наступного альбому. Після Encore гурт брав участь у записі саундтреку фільму Reaching for the Stars, проданого тиражем менше 50 тисяч копій. Цього ж року схожий гурт Twins випустив набагато успішніший альбом, проданий тиражем понад 800 тисяч екземплярів за 2 місяці. Погані продажі саундтреку та успіх альбому Twins дали привід називати цей час провалом у кар'єрі S.H.E.
25 листопада 2005 року S.H.E. нарешті випустили свій восьмий альбом «Once Upon A Time». Диск не лише встановив рекорд за кількістю передзамовлень — 50 тисяч, а й був проданий тиражем понад мільйон екземплярів. Once Upon a Time дебютував у китайських чартах G-music на першому місці, утримував цю позицію протягом чотирьох тижнів поспіль і залишався в чартах загалом 13 тижнів. Головна пісня альбому «Don't Wanna Grow Up» (кит. 不想長大) стала піснею року на церемонії вручення нагород TVB8 у Гонконзі.

### 2006—2010
21 липня 2006 року S.H.E випустили дев'ятий альбом, Forever, який був проданий тиражем у 150 тисяч екземплярів за тиждень. Альбом складався з 5 нових пісень, компіляції старіших робіт, та 3 пісень із саундтреків серіалів. Forever включав багато спільних робіт з іншими артистами в тайванській музичній індустрії.
Другий великий тур S.H.E Perfect 3 розпочався 8 липня 2006 року в Шанхаї, де гурт встановив рекордний показник відвідуваності — стадіон був заповнений більш ніж на 60 %. Після виступу в Гонконгу, який був записаний і випущений на компакт-диску, гурт хвалили за завзятість, танцювальну підготовку та співи. За перші 5 місяців туру концерти відвідали понад 200 тисяч шанувальників, і касові збори становили 200 мільйонів тайванських доларів. 18 квітня S.H.E підписали контракт із лейблом WOW Music для кращого просування у Гонконгу.
Десятий альбом тріо, Play, був випущений 11 травня 2007, і був першим альбомом S.H.E під новим лейблом. Альбом двічі став золотим протягом перших 4 днів із моменту початку попередніх замовлень; до 5 червня було продано понад 150 тисяч копій. Через місяць після виходу альбому S.H.E були номіновані у категорії «Найпопулярніший жіночий колектив» Golden Melody Awards, але програли Jolin Tsai. У тому році S.H.E і рок-виконавець Ву Бай озвучили тайванську версію картини Люка Бессона «Артур і мініпути».
22 червня 2009 року був випущений перший цифровий альбом «Love map». 16 і 17 жовтня того ж року в Hung Hom Coliseum у Гонконгу вперше відбувся третій концерт світового туру Love for One World Tour Concert . Вперше два концерти було проведено у Колізей два дні поспіль. Два концерти були в дефіциті через внутрішній попит на квитки, а касові збори двох вистав склали близько 30 мільйонів юанів.
26 березня 2010 був випущений 12-й альбом (10-й студійний альбом) «SHERO». Продажі альбому на Тайвані склали 68 000 копій. Крім того, гурт також виступав як представник і посол доброї волі Тайбейської міжнародної квіткової виставки 2010 року.
В 2010 році Хебе розпочала сольну кар'єру з випуском альбома To Hebe, який був проданий накладом 50 000 копій.
22 жовтня 2010 року Селіна отримала опіки від вибуху під час зйомок фільму «У мене побачення з весною» у Шанхаї. 54 % її тіла було обпалено, у тому числі 41 % опіків третього ступеня та 13 % опіків другого ступеня, внаслідок чого постало питання про подальшу долю гурту. Її виписали лше
через 2 місяці.

### 2011—2014
Через нещасний випадок і довге відновлення Селіни концерти гурту були скасовані, також був відкладений запис нового альбому.
4 березня 2011 року був випущений концертнSй DVD "SHE IS THE ONE Concert Studio, " що включав концерт «SHE IS THE ONE World Tour Concert», що відбувся на Taipei Arena 29 травня 2010 року. Потім він отримав нагороду як «Найбільш продаваний альбом китайською мовою» на церемонії вручення нагород IFPI Hong Kong Record Sales Awards 2011.
У квітні Елла розпочала зйомки свого першого зіркового фільму «Погана дівчинка», до якого також зап, сала музичну тему, а потім у травні взяла участь у зйомках фільму «Нова пара».
У травні альбом «SHERO» увійшов у шорт-лист премії «Краща вокальна група» на 22-й церемонії вручення нагород Golden Melody Awards, а сольна робота Хебе «To Hebe» увійшла до шорт-листу чотирьох нагород на 22-й церемонії вручення нагород Golden Melody Awards. 2 вересня того ж року вона випустила свій другий сольний альбом My Love, який було продано тиражем 62 000 копій на Тайвані, і який згодом отримав сім премій Golden Melody Awards, а також став одним з альбомів, номінованих на найбільшу кількість проектів на церемонії Golden Melody Awards цього року.
16 грудня Селіна випустила свій особистий міні-альбом «A Dream Again», в якому пісня «Dream» була написана Селіною. Альбом було продано тиражем близько 30 000 копій на Тайвані.
23 червня 2012 року S.H.E виступили як запрошені виконавиці у програмі виступів 23-ї премії Golden Melody Awards "Happy Together. Це був перший спільний виступ Селіни з жовтня 2010 року, коли вона обгоріла під час зйомок у Шанхаї. Гурт оголосив про своє повернення, а також повернення Селіни.
11 жовтня було оголошено, що контракт із Huayan International Music буде продовжено.
16 листопада 2012 року вийшов 13-й альбом гурту «Blossomy» (11-й студійний альбом). На той час звукозаписна компанія також організувала, щоб учасниці S.H.E знову жили в «жіночому гуртожитку» під час промоції цієї платівки, знову переживаючи спільний спосіб життя, як тоді, коли вони вперше дебютували як група. Станом на грудень 2012 року на Тайвані було продано понад 46 000 копій альбому, а загальний обсяг продажу альбому на Тайвані у 2012 році становив понад 62 000 копій.
У 2013 році гурт було запрошено Центральним телебаченням Китаю виступити вдруге на «Гала-концерті Весняного фестивалю Центрального телебачення Китаю» з піснею «SHERO». Це також був офіційний виступ гурту у материковому Китаї після оголошення про повернення.
В червні 2013 року розпочався тур «Together Forever World Tour Concert», в межах якого S.H.E став першим тайванським гуртом, який тричі заспівав на Taipei Arena, і першим тайванським гуртом, який заспівав двічі за два дні поспіль. Це також перший концертний тур Селіни з моменту її одужання та повернення після опіку під час зйомок у Шанхаї. Квитки на два концерти в Тайбеї були розпродані приблизно за три години, а загальна каса склала близько 62 мільйонів юанів.
З 2014 року група оголосила другу перерву. У 2016 році вони були увічнені восковими фігурами в Шанхайському музеї мадам Тюссо, а потім 26 серпня випустили EP «Irreplaceable», а одна з пісень «Irreplaceable» в міні-альбомі була присвячена 15-річчю дебюту S.H.E. Після цього гурт провів «15-ту річницю S.H.E.» у Культурно-творчому парку Соншань у Тайбеї з 26 серпня по 19 вересня 2016 року.

### 2017—2019
У 2017 році S.H.E. повернулися із 16-касетнкмомплекту ом ух альбомів (включно з 12 повноформатними альбомами та 2 міні-аьбомами-збірками) під назвою «S.H.E's in style» на їхню 16-ту річницю.
Станом на квітень 2018 року Елла була викладачем вокалу для Produce 101 China. Контракт Елли із звукозаписним лейблом закінчився, і 10 липня 2018 року вона оголосила, що не продовжує контракт, плануючи створити власну керуючу компанію разом зі своїм чоловіком, однак група не розпускатиметься та продовжуватиме робити проєкти, оскільки керівництво все ще буде співпрацювати з Еллою.
30 серпня 2018 року S.H.E випустив цифровий сингл «Seventeen», присвячений 17-річчю дебюту S.H.E, після чого відбувся «S.H.E 17th Anniversary Concert» для святкування 17-ї річниці дебюту S.H.E на площі Свободи в Тайбеї 11 вересня 2018 р.
30 вересня 2018 року HIM International Music офіційно оголосили, що більше не будуть керувати S.H.E. Після завершення 17-річної співпраці з HIM International Music всіз учасниці гурту заснували свої власні менеджерські агентства.

### 2019-поточний час
У січні 2019 року гурт знову зібрався на дитячому благодійному святі та зробили пожертви на благодійну організацію бідних дітей перед Місячним Новим роком.
29 червня 2019 року вони знову зібралися на 30-й церемонії вручення премії «Золота мелодія» гостями і вручили нагороди за найкращу групу та найкращий гурт.
28 вересня 2020 року вони несподівано возз'єдналися під час тайбейського етапу індивідуального туру Хебе One After Another Tour.
11 серпня 2023 року Селіна та Елла знову були в ролі гостей туру Хебе One After Another Tour.
11 вересня 2023 року відбулося святкування 22-ї річниці S.H.E в межах подкасту Селіни (серія 46).

## Музичний стиль
Більшість пісень S.H.E належать до категорії поп-музики, і складаються з легких мелодій, простих барабанних ударів і час від часу супроводу фортепіано чи синтезатора. В деяких піснях також використовувалися мелодії з акустичної гітари. Натомість, деякі повільніші пісні належать до жанру R&B, а пісні у високому темпібільше зосереджені на техно. S.H.E також мають кілька поп/рок пісень. По мірі розвитку кар'єри S.H.E почали змішувати легкі поп-балади з елементами хіп-хопу та танцю.

## Лірика
Головним автором текстів групи з моменту дебюту групи є Ші Реньчен (кит. 施人誠), співавтором багатьох текстів є Деріл Яо (китайська: 姚若龍; піньїнь: Yáo Ruòlóng). Також неодноразово тексти для гурту писав головний автор пісень Джея Чоу, Вінсент Фанг. А в деяких випадках учасниці S.H.E навіть писали власні тексти.